# Bertrand Frélaut
Pour les articles homonymes, voir Frélaut.
Bertrand Frélaut, né le 25 mai 1946 à Vannes et mort le 27 juin 2016 dans la même ville, est un historien français, spécialiste de l'histoire de Vannes. C'est également une personnalité politique et culturelle de la ville, où il occupa jusqu'à sa mort de nombreuses fonctions : professeur d'histoire, conseiller municipal, président des Amis de Vannes et de la société Polymathique du Morbihan[Quand ?], etc.

## Biographie
Bertrand Frélaut est le petit-neveu de Jean Frélaut, peintre, graveur et illustrateur, et cousin de Dominique Frelaut, homme politique, maire de Colombes et député des Hauts-de-Seine.
Agrégé en 1981, Bertrand Frélaut est docteur en histoire et civilisation, il a enseigné au lycée Saint-Paul de Vannes ainsi qu'à l'Université de Bretagne Sud à Vannes, Lorient et Rennes 2

## Publications
Ouvrages sur Vannes
- Bertrand Frélaut (préf. Thomas Lacroix), Le Vieux-Vannes en cartes postales : 142 illustrations, La Baule, Éditions des Paludiers, 1978, 87 p. (OCLC 5240424)
- Bertrand Frélaut, Au fil de la Marle, Vannes, Bertrand Frélaut, 1984, 95 p. (OCLC 20495058)
- Bertrand Frélaut, Le Musée municipal des Beaux-Arts de Vannes : notice historique, Vannes, 1986, 20 p. (OCLC 25981923)
- Bertrand Frélaut, L'attaque de Vannes, Rennes, Institut culturel de Bretagne, coll. « La Bretagne dans la Révolution française », 1989, 31 p. (OCLC 31381496)
- Bertrand Frélaut, Les bleus de Vannes : portraits de clubistes bretons, 1791-1796  — Thèse de doctoral, Université de Haute Bretagne, Rennes 1989, Lille, A.N.R.T., coll. « Lille-thèses », 1989 (OCLC 64431088)
- Bertrand Frélaut, Histoire de Vannes, Paris, Éditions Jean-Paul Gisserot, coll. « Les universels Gisserot » (no 24), 2000, 124 p. (OCLC 466683093)
- Bertrand Frélaut, Les maires de Vannes au XIXe siècle : les hommes, leur pouvoir, leur action, Vannes, Archives municipales de Vannes, 2001, 141 p. (OCLC 52772442)
- Bertrand Frélaut, Au cœur du pays de Vannes : Vannes, Arradon, Ploeren-Plescop, Saint-Avé, Theix, Séné, Île-aux-Moines-Île d'Arz, Spézet, Keltia graphic, 2006, 125 p. (OCLC 469738365)
- Bertrand Frélaut, Les Vannetais et leur patrimoine. Histoire des Amis de Vannes au XXe siècle, Les Amis de Vannes, coll. « Bulletin hors série » (no 1), 2007, 47 p. (ISSN 0395-4293)
- Bertrand Frélaut (photogr. Guy-Claude Roman), La cathédrale de Vannes, Spézet, Keltia graphic, 2008, 171 p. (OCLC 271431866)
- Bertrand Frélaut, Vannes de 1900 à 1960, Saint-Avertin, Editions Sutton, coll. « Mémoire en images », 2012, 128 p. (OCLC 805027803)
- Bertrand Frélaut, Vannes et son patrimoine, Les Amis de Vannes, coll. « Bulletin hors série » (no 3), 2012 (ISSN 0395-4293)
- Bertrand Frélaut et Erwann Le Franc (présenté et annoté), Journal d’un Vannetais (1758-1800)  — Vincent Pocard du Cosquer de Kerviler, Les Amis de Vannes, coll. « Bulletin hors série » (no 5), 2013, 148 p. (ISSN 0395-4293)
- Bertrand Frélaut, Vannes en 100 dates, Saint-Avertin, Editions Sutton, coll. « En 100 dates », 2013, 131 p. (OCLC 805027803)

Ouvrages sur la Bretagne
- Bertrand Frélaut, Le Morbihan en images : 1940-1945, Bruxelles, SODIM, 1977, 133 p. (OCLC 461600159)
- Bertrand Frélaut, Malestroit, hier et aujourd'hui : le combat de S-Marcel, La Baule, Éditions des Paludiers, 1979, 48 p. (OCLC 461645412)
- Bertrand Frélaut, Les nationalistes bretons de 1939 à 1945, Brasparts, Editions Beltan, coll. « Les bibliophiles de Bretagne » (no 3), 1985, 231 p. (ISBN 2-905939-01-X)
- Bertrand Frélaut, Larmor Baden sous la Révolution : chronique anecdotique, 1788-1799, Bannalec, Presses de l'Imprimerie Régionale, 1989, 63 p. (OCLC 606467843)
- Bertrand Frélaut, Il y a un siècle, la Bretagne : la vie quotidienne des Bretons, Rennes, Ouest-France, 1999, 124 p. (OCLC 42821061)
- Bertrand Frélaut, Fiançailles et noces en Bretagne, Rennes, Ouest-France, coll. « Mémoires (Rennes, France) », 2002, 127 p. (OCLC 52812595)
- Bertrand Frélaut (photogr. Jean-Paul Gisserot et Christophe Renault), La presqu'île de Rhuys, Paris, Éditions Jean-Paul Gisserot, coll. « La Bretagne au cœur », 2002, 16 p. (OCLC 469648600)
- Bertrand Frélaut, La merveilleuse Bretagne des peintres, Genève, Georges Naef, 2004, 247 p. (OCLC 62366520)
- Bertrand Frélaut (préf. Patrick Mahé, photogr. Gaëtan de Langlais), Une presqu'île bretonne Rhuys : images d'un passé oublié, Spézet, Keltia Graphic, 2007, 188 p. (OCLC 422492483)

Ouvrages sur Jean Frélaut
- Bertrand Frélaut (trad. Jacques de Laprade), L'œuvre gravé de Jean Frélaut, 1936-1941, Paris, Bibliothèque des arts, 1979, 197 p. (OCLC 768445188)
- Bertrand Frélaut, L'œuvre gravé de Jean Frélaut, 1942-1946, Paris, Bibliothèque des arts, 1984, 226 p. (OCLC 16144973)
- Bertrand Frélaut, L'œuvre gravé de Jean Frélaut, 1947-1954, Paris, Bibliothèque des arts, 1999, 373 p. (OCLC 43227643)

Contributions
- Collectif, Bulletin des Amis de Vannes, Les Amis de Vannes, Vannes, 1975-, annuel  (ISSN 0395-4293).
- Collectif, Vannes et les Vannetais à la fin du XIXe siècle  — Conférences prononcées les 23, 24, 25, 26 et 27 juin 1986 à l'occasion du Centenaire de l'Hôtel de ville de Vannes, Les Amis de Vannes, 1987, 93 p. (ISBN 978-2-906818-00-2)
- Timothy Le Goff, Roger Dupuy, Bertrand Frélaut et Dominique Julia, Vannes au début de la Révolution, Corlay / Saint-Avé, Les Amis de Vannes, 1989, 125 p.
- Amis de Vannes & l'Office de Tourisme Vannes - Golfe du Morbihan, Cinq siècles de pans de bois à Vannes : Un circuit de découverte dans le Centre-ville, Les Amis de Vannes, 2013, 16 p.
- Collectif, Les images de Vannes au XIXe siècle : Inventaire des gravures et lithographies publiées de 1776 à 1899  — Exposition à la bibliothèque municipale de Vannes (fév. 2003), Les Amis de Vannes, 2003, 57 p.